# Spišská Teplica
Spišská Teplica (deutsch Teplitz oder Zeplitz, ungarisch Szepestapolca – bis 1902 Szepesteplic) ist eine Gemeinde in der Ostslowakei. Sie liegt an der Südseite des Podtatranská kotlina am Fuße der Kozie chrbty, 4 km südwestlich von Poprad.
Der Ort entstand während der deutschen Besiedlung der Zips und wurde zum ersten Mal im Jahr 1280 erwähnt. Im Umfeld des Ortes entstanden Kupferbergwerke. 1613 gründete der aus der benachbarten Stadt Leutschau (Levoča) stammende Samuel Spillenberg die erste Papiermühle auf dem Gebiet des damaligen Königreichs Ungarn.
In der Reformationszeit evangelisch geworden, verlor der Ort im 17. Jahrhundert durch die Religionsverfolgung einen großen Teil seiner Einwohner, welche um ihren Glauben zu behalten in die Städte flüchteten. Dadurch änderten sich auch die Sprachgruppenverhältnisse. Bereits Anfang des 19. Jahrhunderts war dieser Prozess abgeschlossen und der Ort vollständig slowakisch geworden.
Sehenswert ist die römisch-katholische Dreifaltigkeitskirche aus dem Jahr 1837.

## Bevölkerung
| Jahr                | 1994 | 2004     | 2014     | 2024    |
| ------------------- | ---- | -------- | -------- | ------- |
| Anzahl der Personen | 1666 | 1933     | 2236     | 2286    |
| Unterschied         |      | +16,02 % | +15,67 % | +2,23 % |

| Jahr                | 2023 | 2024    |
| ------------------- | ---- | ------- |
| Anzahl der Personen | 2273 | 2286    |
| Unterschied         |      | +0,57 % |